# Lanius cabanisi
Lanius cabanisi là một loài chim trong họ Laniidae.